# Ophichthus celebicus
Ophichthus celebicus är en fiskart som först beskrevs av Bleeker, 1856.  Ophichthus celebicus ingår i släktet Ophichthus och familjen Ophichthidae. Inga underarter finns listade i Catalogue of Life.